# Geoendomychus
Geoendomychus, es un género de coleópteros polífagos. Es originario de  Asia y África.

## Géneros
Contiene las siguientes especies:
- Geoendomychus assamensis Strohecker, 1983
- Geoendomychus flavinodis Arrow, 1926
- Geoendomychus glaber Lea, 1922
- Geoendomychus hesperus Strohecker, 1959
- Geoendomychus mus Arrow, 1927
- Geoendomychus oculutus Arrow, 1922
- Geoendomychus pubescens Lea, 1922